# Pekre

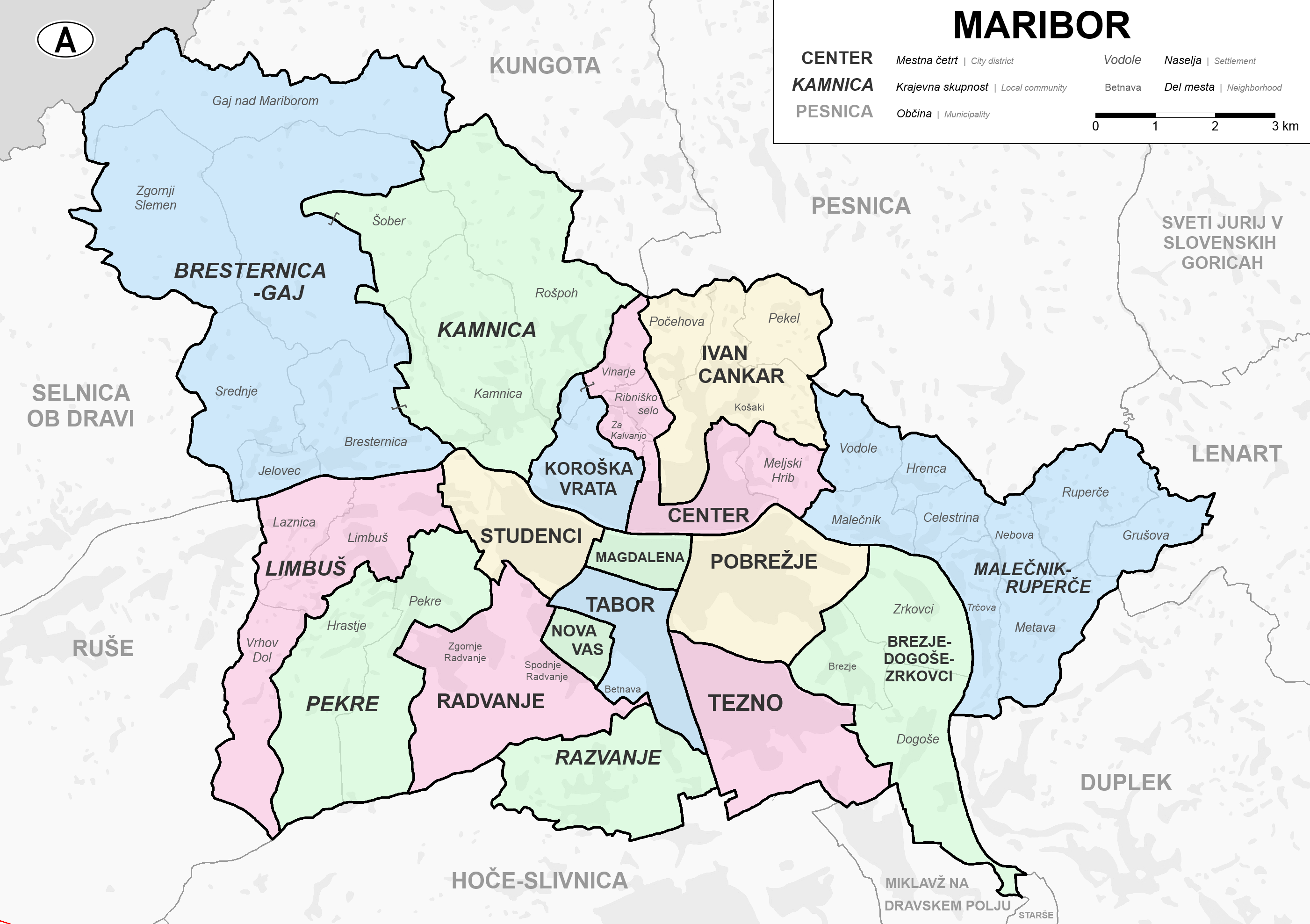
Pekre liegt im Südwesten von Maribor

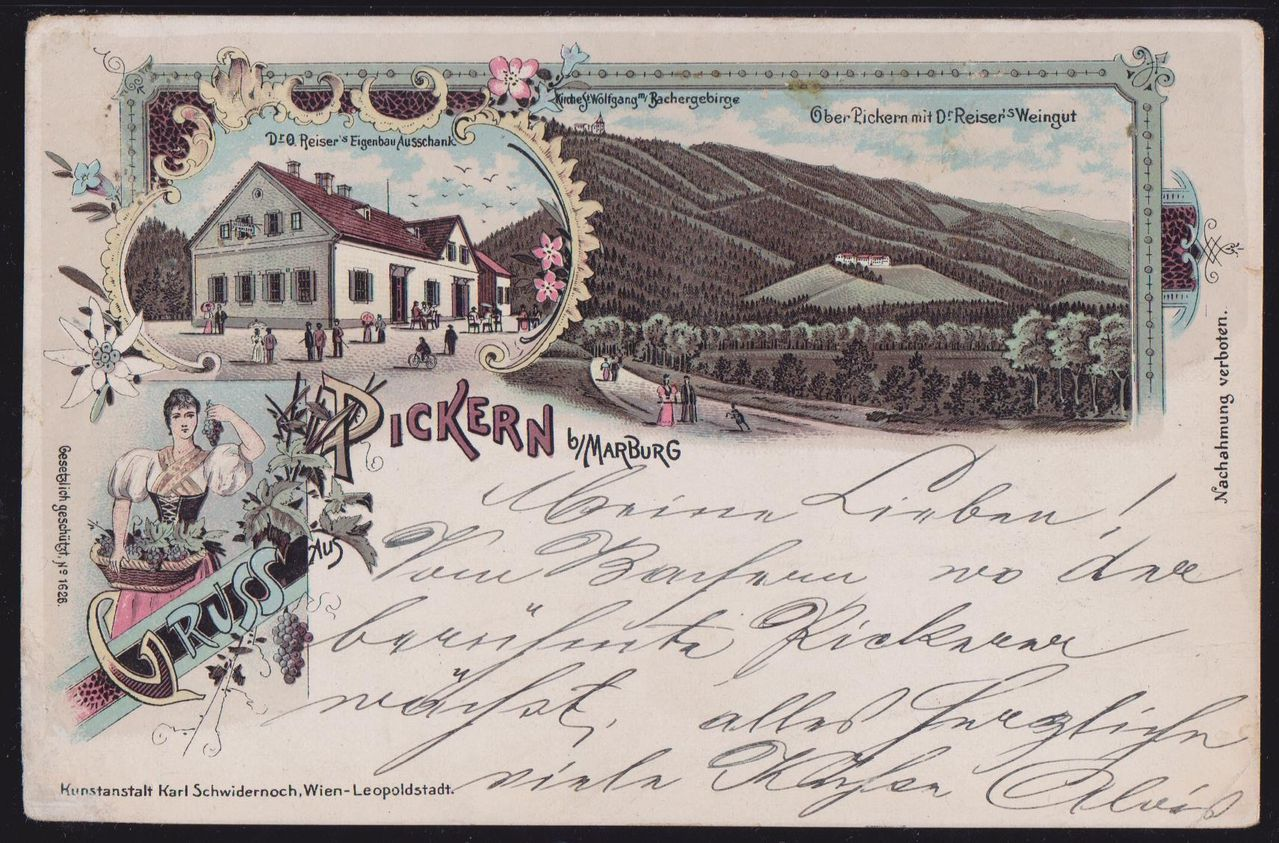
Postkarte aus Pekre 1897

Pekre (deutsch Pickern bei Marburg, auch Pickerndorf) ist der Name einer Ortschaft und Ortsgemeinschaft (slow. Krajevna skupnost, KS) in der Stadtgemeinde Maribor in Slowenien. Sie liegt im Nordosten des Landes in der historischen Landschaft Spodnja Štajerska (Untersteiermark) und zugleich in der statistischen Region Podravska.
Zur Ortsgemeinschaft gehört neben dem Ort Pekre der östliche Teil der Siedlung Hrastje.

## Geographie
Pekre liegt am Nordrand des Bachergebirges (Pohorje) südlich der Drau (Drava). Die Ortschaft grenzt im Westen an Limbuš, im Norden an den Stadtbezirk Studenci und im Osten an den Stadtbezirk Radvanje.

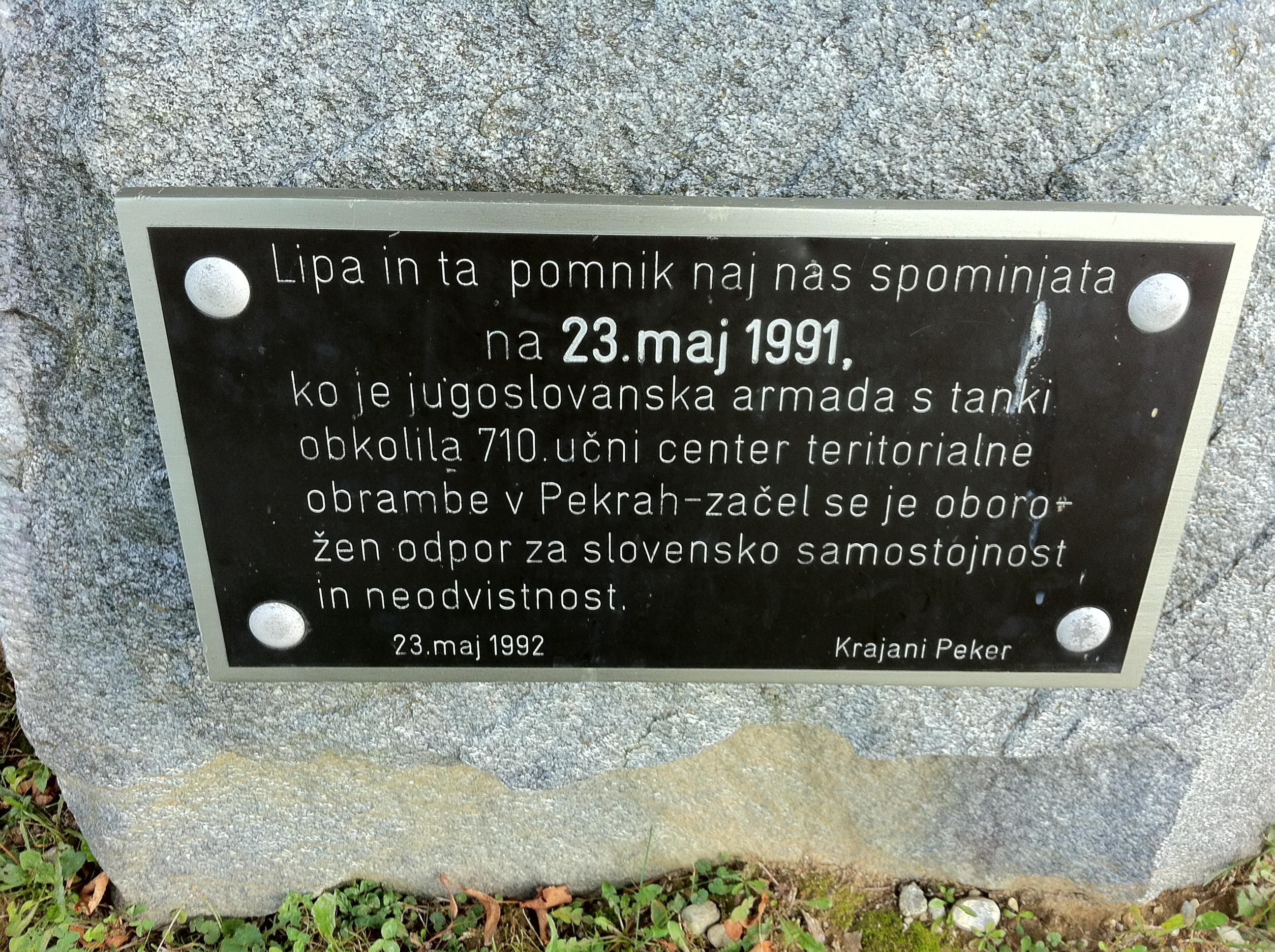
Gedenkstein zur Erinnerung an den Beginn des slowenischen Unabhängigkeitskrieges 1991

## Sehenswürdigkeiten
- Das Wahrzeichen von Pekre ist der Hügel Pekrska gorca (462 m), mit Kreuzweg zur Wallfahrtskirche Mater Dolorosa, erbaut um 1830.[8]
- Gedenkstätte zur Erinnerung an den Beginn des slowenischen Unabhängigkeitskrieges 1991[9]